# Бутан на Летњим олимпијским играма 1992.
Бутану је ово било треће учешће на Летњим олимпијским играма. На Олимпијским играма 1992. у Барселони представљало га је шесторо спортиста (три мушкарца и три жене) који су се такмичили у стреличарству, појединачно и екипно. 
Спортисти Бутана на овим играма нису освојили ниједну медаљу, па је Бутан остао у групи земаља које нису освајале олимпијске медаље на свим олимпијским играма на којима су учествовали до сада.
Националну заставу на свечаном отварању Игара носио је стреличар Џубзанг Џубзанг. 

## Резултати

#### Мушкаци
| Стреличар                                | Дисциплина  | Пласман  | Пласман | Коло 32 так.       | Коло 16 так        | Четвртфинале       | Полуфинале         | Финале             | Финале  |
| Стреличар                                | Дисциплина  | Резултат | Пласман | Противник Резултат | Противник Резултат | Противник Резултат | Противник Резултат | Противник Резултат | Место   |
| ---------------------------------------- | ----------- | -------- | ------- | ------------------ | ------------------ | ------------------ | ------------------ | ------------------ | ------- |
| Џубзанг Џубзанг                          | Појединачно | 1.221    | 63      | Није се пласирао   | Није се пласирао   | Није се пласирао   | Није се пласирао   | Није се пласирао   | 63 / 75 |
| Карма Тензин                             | Појединачно | 1.162    | 71      | Није се пласирао   | Није се пласирао   | Није се пласирао   | Није се пласирао   | Није се пласирао   | 71 / 75 |
| Пема Церинг                              | Појединачно | 1.069    | 75      | Није се пласирао   | Није се пласирао   | Није се пласирао   | Није се пласирао   | Није се пласирао   | 75 / 75 |
| Џубзанг Џубзанг Карма Тензин Пема Церинг | Екипно      | 3.452    | 20      | Нису се пласирали  | Нису се пласирали  | Нису се пласирали  | Нису се пласирали  | Нису се пласирали  | 20 / 20 |

#### Жене
| Стреличарка                        | Дисциплина  | Пласман  | Пласман | Коло 32 так.       | Коло 16 так        | Четвртфинале       | Полуфинале         | Финале             | Финале  |
| Стреличарка                        | Дисциплина  | Резултат | Пласман | Противник Резултат | Противник Резултат | Противник Резултат | Противник Резултат | Противник Резултат | Место   |
| ---------------------------------- | ----------- | -------- | ------- | ------------------ | ------------------ | ------------------ | ------------------ | ------------------ | ------- |
| Карма Цомо                         | Појединачно | 1,160    | 58      | Није се пласирала  | Није се пласирала  | Није се пласирала  | Није се пласирала  | Није се пласирала  | 58 / 58 |
| Пем Церинг                         | Појединачно | 1,129    | 60      | Није се пласирала  | Није се пласирала  | Није се пласирала  | Није се пласирала  | Није се пласирала  | 71 / 75 |
| Намгјал Ламу                       | Појединачно | 1.047    | 61      | Није се пласирала  | Није се пласирала  | Није се пласирала  | Није се пласирала  | Није се пласирала  | 61 / 61 |
| Карма Цомо Пем Церинг Намгјал Ламу | Екипно      | 3.336    | 17      | Нису се пласирале  | Нису се пласирале  | Нису се пласирале  | Нису се пласирале  | Нису се пласирале  | 17 / 17 |